# 本·拉普帕波特
本·拉普帕波特（英語：Ben Rappaport，1986年3月23日—）是美國的一位演員。他出演過的主要作品有NBC情景喜劇服務外包。他出生在得克薩斯，現在居住在洛杉磯。

## 外部連結
- 本·拉普帕波特在互联网电影资料库（IMDb）上的資料（英文）